# Hapag-Lloyd Flug
Die Hapag-Lloyd Flug GmbH war eine deutsche Ferienfluggesellschaft mit Hauptsitz in Langenhagen bei Hannover, die ursprünglich von Hapag-Lloyd gegründet und später zu einer Tochtergesellschaft der TUI Group wurde. 2010 erfolgte die Umbenennung in Tuifly GmbH.
Es wurden hauptsächlich Linien- und Charterflüge zu Ferienzielen in Europa durchgeführt, später kamen auch (touristische) Langstrecken hinzu.

## Geschichte

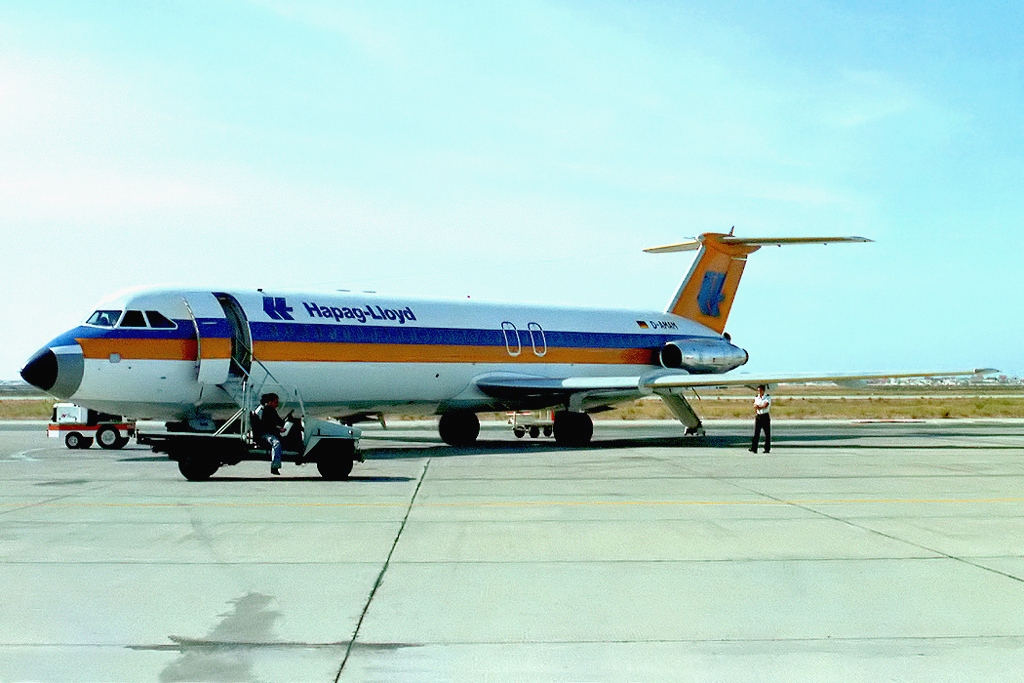
British Aircraft Corporation BAC 1-11 auf dem Flughafen Faro

Nach Gründung im Jahr 1972 durch die Reederei Hapag-Lloyd wurde der Flugbetrieb am 30. März 1973 auf der Strecke von Hamburg nach Ibiza aufgenommen. Die ersten Verbindungen wurden mit drei Flugzeugen vom Typ Boeing 727-100 aufgenommen. In den folgenden Monaten wurden weitere Abflughäfen in das Streckennetz aufgenommen. Bereits im ersten (Rumpf)Geschäftsjahr wurden ca. 220.000 Passagiere befördert und ein Umsatz von 30 Millionen Mark erzielt. Im Jahr 1974 wurden aufgrund des sich verschärfenden Zypernkonflikts Touristen auf Bitten des Auswärtigen Amts ausgeflogen. Neben Punkt-zu-Punkt-Verbindungen gab es auch immer wieder Sonderflüge. So wurden beispielsweise ab 1975 Rundflüge über Norddeutschland angeboten und als „Kaffeeflüge“ vermarktet. Im Juni und Juli 1976 fanden Flüge in die Mitternachtssonne nach Tromso (Norwegen) statt.

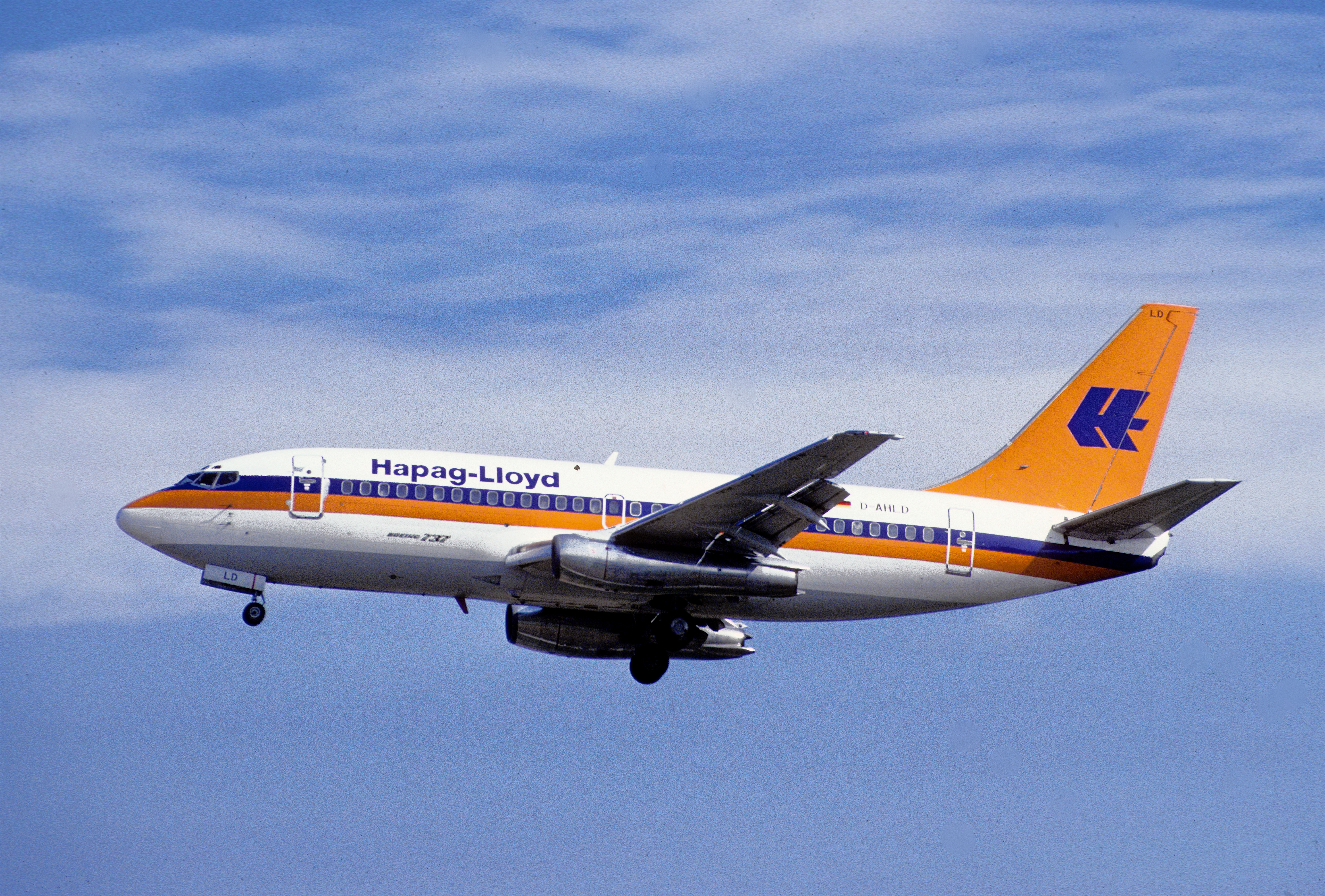
Hapag-Lloyd Boeing 737-200 in den original Farben Blau und Orange

Mit der Übernahme der Bavaria/Germanair im April 1977 vergrößerte sich die Fluggesellschaft auf 17 Maschinen. Die bisherige Flotte von fünf Boeing 727 wurde um zehn BAC 1-11 und zwei Airbus A300B4 erweitert. Gleichzeitig kamen ca. 700 neue Mitarbeiter hinzu.
Bis zum Jahr 1978 konnte die Fluggesellschaft einen Marktanteil von 26 Prozent im Geschäftsfeld gewinnen. Aufgrund des hohen Treibstoffverbrauchs wurden die Maschinen vom Typ Boeing 727 und BAC 1-11 ab dem Jahr 1981 sukzessive ausgemustert und durch Flugzeuge vom Typ 737-200 ersetzt. Eine weitere Modernisierung fand ab dem Jahr 1988 statt. Hierbei wurden die 14 bisher vorhandenen Flugzeuge durch neue Maschinen vom Typ A310 und Boeing 737-400 und 737-500 ersetzt. Die Wahl kleinerer Boeing-Flugzeuge wurde vor allem im Hinblick auf die Bedienung regionaler Flughäfen getroffen.

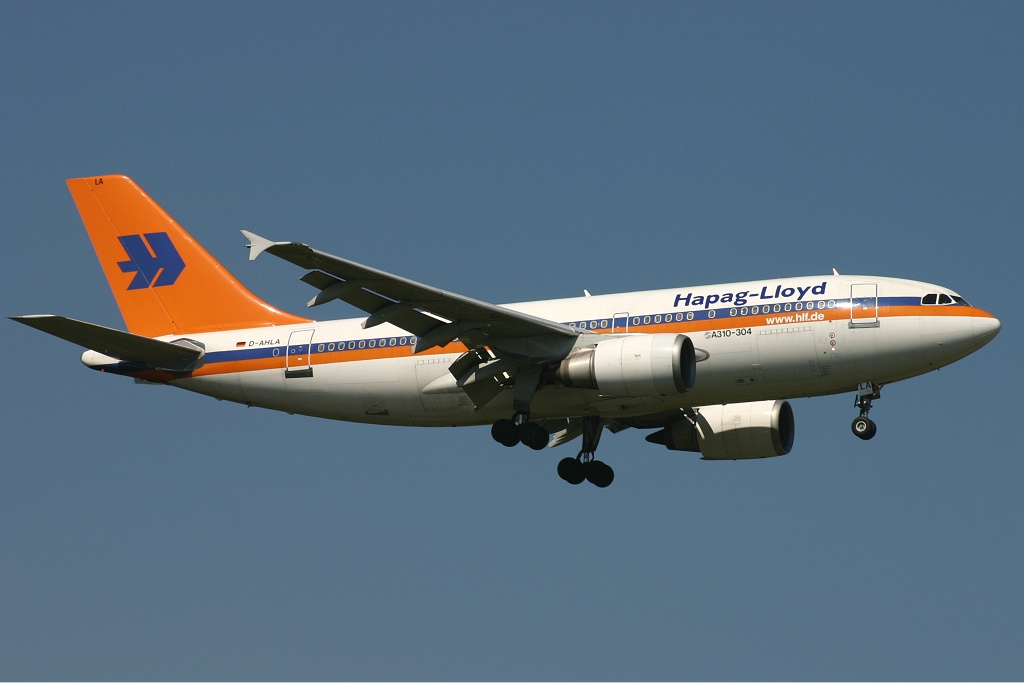
Mit dem Airbus A310-300 wurden zwischenzeitlich auch Langstrecken bedient.

Mit der Auslieferung der Airbus A310-300 flog die Gesellschaft ab Ende der 1980er-Jahre auch Langstreckenziele an, z. B. New York, Toronto, Malé, Mombasa und die Dominikanische Republik. Fast alle Langstrecken-Verbindungen wurden nach relativ kurzer Zeit wieder eingestellt, nur die Flüge in die Dominikanische Republik wurden beibehalten.
Bis 1993 wuchs die Flotte weiter auf vier Airbus A310-200, fünf Airbus A 310-300, elf Boeing 737-400 und fünf Boeing 737-500.

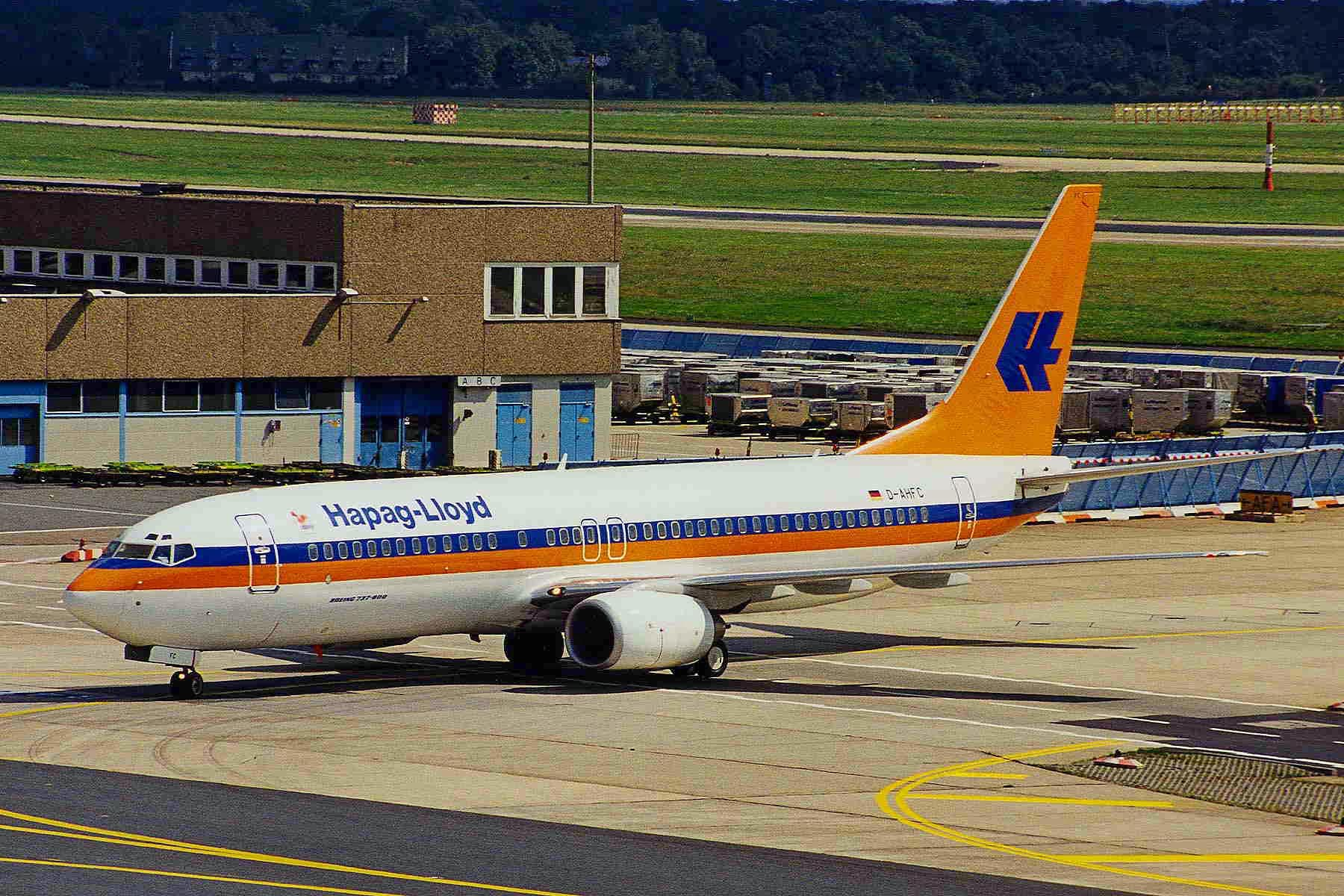
Mit der D-AHFC erhielt Hapag Lloyd die erste B737-800

Ab April 1998 wurden 18 neue Maschinen vom Typ Boeing 737-800 eingeflottet. Die Fluggesellschaft war dabei Launch-Carrier für dieses Muster. Aufgrund von Lieferverzögerungen musste kurz zuvor noch zeitweilig auf Wet-Lease Flüge von Air Plus Comet und Transavia zurückgegriffen werden.
Am 12. Juli 2000 kam es zum Totalverlust eines A310-300 bei der Landung auf dem Flughafen Wien-Schwechat. Aufgrund von Treibstoffmangel hatte die Maschine mit der Flugnummer HF3378 auf dem Weg von Kreta nach Hannover eine Notlandung durchführen müssen. Dabei brachen Fahrwerk und Tragfläche der linken Seite ab. In der Folge wurde eine Ersatzmaschine gleichen Musters von Air Plus Comet geleast.
Durch den TUI-Konzern wurde im Jahr 2002 die Billigfluggesellschaft Hapag-Lloyd Express gegründet. Die Flüge wurden im Wet-Lease (zusammen mit Germania) durch die Hapag-Lloyd Flug ausgeführt.
Mit dem Programm Bluemiles wurde 2004 erstmals in der Konzerngeschichte ein Vielfliegerprogramm eingerichtet. Im selben Jahr wurde der Markenname in Hapagfly geändert.
Mit Beginn des Jahres 2007 wurden die Flüge der Hapag-Lloyd Flug zusammen mit der Hapag-Lloyd Express unter der Dachmarke TUIfly vereinigt. Die Hapag-Lloyd Fluggesellschaft mbH blieb jedoch als rechtlich eigenständige Gesellschaft bestehen. Durch die Vereinheitlichung verschwand der Markenname Hapag-Lloyd/Hapagfly fast vollständig aus dem Flugbetrieb. Es wurden jedoch unter der Marke Hapag-Lloyd Executive weiterhin Geschäftsflüge mit Bombardier Challenger 300 bzw. 600 durchgeführt, der Betrieb 2013 jedoch auch in diesem Geschäftsfeld gänzlich eingestellt.
Eine Besonderheit der Hapag-Lloyd waren deren Kreuzflüge. Hierfür wurden aus einer Boeing 737 Sitzreihen entfernt, um den Passagieren erhöhten Komfort anbieten zu können. 2007 griff die Hapag-Lloyd Kreuzfahrten GmbH, ebenfalls eine Tochterfirma der TUI, hierzu auf Maschinen der PrivatAir zurück, ab 2008 wurden diese Flüge wieder von Hapag-Lloyd Flug durchgeführt.
Im Jahr 2010 wurde die Hapag-Lloyd Fluggesellschaft mbH schließlich offiziell in Tuifly GmbH umbenannt.

## Flugziele
Hapag-Lloyd führte vor allem Flüge zu touristischen Zielen rund um das Mittelmeer und auf die Kanaren durch. Abflughäfen in Deutschland waren unter anderem: Baden-Baden, Bremen, Düsseldorf, Erfurt, Hamburg, Hannover, Frankfurt, Köln, München, Münster/Osnabrück, Nürnberg, Paderborn, Saarbrücken, Stuttgart. Zudem wurden auch Flüge von Basel-Mulhouse angeboten.
Auf der Langstrecke wurden bis 2001 zwischenzeitlich Toronto, Boston, Miami, New York, Philadelphia, Tampa, Fort Lauderdale mit A310 angeflogen.

## Flotte
Die Flotte der Hapag-Lloyd Flug bestand über die Jahre aus folgenden Maschinen:
| Flugzeugtyp    | Anzahl (max) | Einflottung | Ausflottung1 | Sitzplätze | Anmerkungen               |
| -------------- | ------------ | ----------- | ------------ | ---------- | ------------------------- |
| Airbus A300    | 12           | 1979        | 2006         | 315        | A300B4                    |
| Airbus A310    | 14           | 1988        | 2006         | 271        | A310-200 und -300         |
| BAC 111-500    | 7            | 1979        | 1981         |            |                           |
| Boeing 727     | 11           | 1973        | 1991         | 131/170    | 8 × B727-100 und 3 × -200 |
| Boeing 737-200 | 10           | 1981        | 1993         | 130        |                           |
| Boeing 737-400 | 16           | 1989        | 2004         | 167        |                           |
| Boeing 737-500 | 7            | 1990        | 2004         |            |                           |
| Boeing 737-800 | 31           | 1998        | 2005         | 184        | Launch Customer           |
| Gesamt         | 102          |             |              |            |                           |

1teilweise Übergang zu TuiFly

## Zwischenfälle
Der einzige Flugunfall eines Flugzeuges der Gesellschaft ereignet sich am 12. Juli 2000 auf dem Hapag-Lloyd-Flug 3378. Das Fahrwerk des Airbus A310-300 mit dem Kennzeichen D-AHLB ließ sich nach dem Start in Griechenland nicht vollständig einfahren. Trotzdem entschied sich die Besatzung zum Weiterflug nach Hannover. Der erheblich erhöhte Treibstoffverbrauch erforderte ein Ausweichen zum Flughafen Wien. Im Anflug auf Wien fielen die Triebwerke wegen Treibstoffmangels aus. Das Flugzeug setzte rund 600 Meter vor der Landebahn auf und rutschte mit abgebrochenem Fahrwerk bis zum Stillstand. Crew und das Gros der Passagiere kamen mit dem Schrecken davon, 26 Menschen erlitten leichte Verletzungen. Am Flugzeug entstand wirtschaftlicher Totalschaden.